# Ожигова, Маргарита Петровна
Маргарита Петровна О́жигова (1908—1987) — советский оперный режиссёр.

## Биография
Родилась 7 (20 марта) 1908 года в Бутырской тюрьме (Москва) в семье политзаключенных.
В 1941 году с отличием окончила оперно-режиссёрский факультет ЛГК имени Н. А. Римского-Корсакова. Участник Великой Отечественной войны. Член ВКП(б). Работала музыкальным редактором на радио, аккомпаниатором, лектором в провинции (Псков, Казань). Была главным режиссёром Саратовского ТОБ и Новосибирского ТОБ (1956—1958), режиссёром Ивановского театра музыкальной комедии и Саранского МДТ; педагогом Горьковской консерватории (1963—1968). Доцент.
В 1968—1986 годах возглавляла оперный класс Ростовского МПИ. Профессор, заведующая кафедрой сольного пения (1980—1982).
Умерла в 1987 году в Ростове-на-Дону.

## Награды и премии
- Заслуженный деятель искусств РСФСР (24 января 1957)
- Сталинская премия третьей степени (1951) — за постановку оперного спектакля «От всего сердца» Г. Л. Жуковского на сцене Саратовского АТОБ имени Н. Г. Чернышевского
- Орден Отечественной войны II степени (6 апреля 1985)
- Медаль «За оборону Ленинграда» (19 февраля 1944)